# Asphondylia enterolobii
Asphondylia enterolobii är en tvåvingeart som beskrevs av Gagne 1978. Asphondylia enterolobii ingår i släktet Asphondylia och familjen gallmyggor.
Artens utbredningsområde är Costa Rica. Inga underarter finns listade i Catalogue of Life.